# کوین امبالا
کوین امبالا (انگلیسی: Kévin Mbala؛ زادهٔ ۱۷ ژانویهٔ ۲۰۰۱) بازیکن فوتبال است.
وی همچنین در تیم ملی فوتبال زیر ۱۷ سال فرانسه بازی کرده‌است.